# Peter Fröschl
Peter Fröschl es un deportista alemán que compitió en vela en la clase Flying Dutchman. Ganó dos medallas en el Campeonato Mundial de Flying Dutchman, oro en 1982 y plata en 1989.

## Palmarés internacional
| \| Campeonato Mundial \| Campeonato Mundial \| Campeonato Mundial \| Campeonato Mundial \| \| Año \| Lugar \| Medalla \| Clase \| \| ------------------ \| ------------------- \| ------------------ \| ------------------ \| \| 1982 \| Geelong (Australia) \| Medalla de oro \| Flying Dutchman \| \| 1989 \| Alassio (Italia) \| Medalla de plata \| Flying Dutchman \| |                     |                  |                 |
| Campeonato Mundial |                     |                  |                 |
| Año | Lugar               | Medalla          | Clase           |
| 1982 | Geelong (Australia) | Medalla de oro   | Flying Dutchman |
| 1989 | Alassio (Italia)    | Medalla de plata | Flying Dutchman |